# Heterospilus liopodis
Heterospilus liopodis är en stekelart som först beskrevs av Charles Thomas Brues 1910.  Heterospilus liopodis ingår i släktet Heterospilus och familjen bracksteklar. Inga underarter finns listade i Catalogue of Life.